# 歸子顧
歸子顧（1568年—1628年），字貞复，号春陽。原名顾启元，南直隸蘇州府嘉定縣人，民籍。

## 生平
县学附学生，治《易经》。戊辰三月二十日生。萬曆十六年（1588年）戊子科應天鄉試第五十名舉人。万历二十六年戊戌科会试第二十九名，三甲二百十一名进士，萬曆三十年（1602年）授中书舍人，同年更名为归子顾。三十七年擢工科给事中。神宗尝题「归佛子」三字于御屏，盖子顾恬淡寡欲，京师呼为佛子，语彻禁中也。在谏垣九年，随事规谏。万历四十五年十二月，升为尚宝司卿。丁憂歸，天啓元年（1621年）复除原职，二年升太僕寺少卿。五年迁南京太常寺卿，六年九月转南京通政使司通政使。以老乞归，诏加南京刑部左侍郎致仕。崇祯元年戊辰卒，年六十，赐祭葬。

## 家族
為歸有光族子。子顾璘，嗜学工文。以母忧卒。……弟子种、子翼……

## 引用
1. ↑  《萬曆二十六年戊戌科進士履歷》：歸子顾，春阳，易四房，戊辰三月二十生。加定人，戊子五月，会二十九，三甲二百十一。工部政，壬寅授中书，壬寅改歸姓，乙巳养病。丙午补原职，己酉行取工科給事中，辛亥王恭二厂，壬子巡视京营，皇城，戊午升尚寶司卿，丁憂，辛酉复除原职，壬戌升太僕寺少卿，乙丑升南太常寺卿，丙寅升南通政使，本年致仕，加南刑部侍郎。曾祖清。祖楠。父思徵。生父有升。
2. ↑  《明憙宗实录》：天启六年九月，南京太常寺卿归子顾为南京通政使司通政使。